# DVD Decrypter
DVD Decrypter est un logiciel gratuit agissant sur les DVD. Il permet de copier le contenu d'un DVD vidéo sur le disque dur d'un ordinateur en une image disque.
Le programme peut également graver des images au disque. Il enlève également le système de brouillage de contenu (CSS), codes de région, et prohibition d'opération d'utilisateur.
Son développement a pris fin en 2005.